# Oost-Veluws

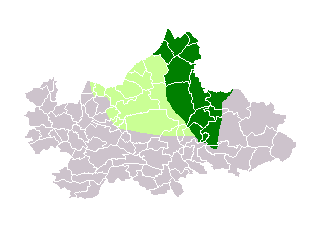
Oost-Veluws taalgebied (donkergroen)

Oost-Veluws is een streektaal van het Nedersaksisch dat gesproken wordt in de Nederlandse provincie Gelderland. Het is het meest verwant aan het West-Veluws en het Sallands. In de regio Oost-Veluwe wordt er vaker streektaal gesproken dan op de Noordwest-Veluwe. Het Oost-Veluws verschilt ook in grammatica van het West-Veluws.

## Afwijkingen ten opzichte van andere dialectgroepen

### Verschillen met het West-Veluws
De meeste 'Veluwse' plaatsen liggen feitelijk op de Veluwerand, dat wil zeggen niet te midden van alle beboste zandverstuivingen. De eigenlijke Veluwe is een zeer dunbevolkt en in vroeger tijden bijna onbegaanbaar gebied. Hierdoor is het niet zo verwonderlijk dat er twee zeer belangrijke isoglossen over de Veluwe lopen.
De eerste isoglosse is de old/oudlijn, de grens tussen behoud van de clusters in old en olt (ten oosten) en vocalisatie in oud respectievelijk out. De ol is verder in het gehele Nedersaksische taalgebied bewaard gebleven; de ou-vocalisatie is typisch voor het Nederfrankisch.
De tweede isoglosse is de lijn van het eenheidsmeervoud bij werkwoorden. In de meeste Nedersaksische dialecten krijgen persoonsvormen van werkwoorden in de onvoltooid tegenwoordige tijd een -t achter de stam in alle personen van het meervoud: wiele warkt, ule warkt, zie warkt "wij werken, jullie werken, zij werken" (in de omgeving van Epe en Oene komt er zelfs helemaal geen uitgang achter de stam : Wule waark, ule waark, zule (!) waark ) In het West-Veluws is er ook een eenheidsmeervoud, maar dan op -en, zoals in het Nederlands. Men geve zich er wel rekenschap van dat er in het Zuid-Oost-Veluws weer een heel andere situatie bestaat: geen eenheidsmeervoud maar alleen een -t in de tweede en derde persoon meervoud. In het Apeldoorns is het dus wiele warken, ule warkt, zie warkt!
Ook in de woordenschat zijn duidelijke verschillen aan te wijzen. Zo komt het Nederlandse "ladder" in het Oost-Veluws 'gewoon' als ledder terug, terwijl de West-Veluwse dialecten leer kennen. Leer voor "ladder" is een oude Hollandse dialectvorm (die men ook nu nog hier en daar terugvindt), en dit woord is naar alle waarschijnlijkheid in de zeventiende eeuw over de Zuiderzee komen overwaaien. Men noemt dit de Hollandse expansie. Precies hetzelfde geldt voor de twee boven beschreven isoglossen: de plaatsen aan de Zuiderzeekust namen de Hollandse kenmerken over, de plaatsen aan de IJssel behielden de Nedersaksische principes.

### Verschillen met het Sallands en Achterhoeks
Maar ook in het Oost-Veluws heeft de Hollandse expansie duidelijk toegeslagen. De Nederlandse ui komt in de Oost-Veluwse dialecten vaak terug als uu, tegenover de Achterhoekse oe. Er is echter een vrij brede strook waar sommige ui-woorden een uu hebben, andere een oe. Hiertoe behoren het hele Sallands en delen van het Oost-Veluws en het westelijke Achterhoeks (bijvoorbeeld het Zutphens, een dialect dat zich in meer kenmerken bij het Veluws aansluit). In die gebieden komen huus "huis" en moes "muis" naast elkaar voor.

### Overeenkomsten tussen het West- en Oost-Veluws
In de klanken sluiten het West- en Oost-Veluws zich dus steeds bij elkaar aan. Voorheen was dit in nog extremere mate het geval: toen werden op de Veluwe de ee en de eu gehoord voor de Nederlandse ij respectievelijk ui (zoals thans nog in het Urkers). Ook werd de sch- ingeruild voor de sj-, zoals in het Limburgs. Onder druk van de omringende dialecten zijn die kenmerken inmiddels bijna verdwenen; de sj- hoort men vooral nog in zeer geïsoleerde plaatsen als Kootwijk, en dan nog vrijwel enkel bij ouderen.
Ook in de woordenschat zijn er soms opmerkelijke overeenkomsten te vinden. Een voorbeeld is look voor "ui"; in het zuiden en westen van dit land gebruikt men Franse vormen (ajuin, juin, juun, ui, un, ooj), in het noorden en oosten is de vorm siepel, ook al van Romaanse afkomst, diep doorgedrongen. Alleen op en rondom de Veluwe bleef het Germaanse woord look bewaard. Hetzelfde geldt voor zeerte, wat elders door pijn vervangen werd.

## Enkele dialectwoorden
Let wel: deze dialectwoorden kunnen verouderd zijn of zeer plaatselijk in gebruik zijn.
| Oost-Veluws | West-Veluws    | Nederlands        |
| ----------- | -------------- | ----------------- |
| ekkel       | ham            | arend van de zeis |
| ledder      | leer           | ladder            |
| vul         | vulling/vullen | veulen            |
| doeve/deuve | duuf           | duif              |
| aolte       | gier           | gier              |
| motte       | zog            | zeug              |
| zomp        | zeuning        | voederbak         |
| bolle       | bul            | stier             |
| keze        | keis           | kaas              |
| koeze       | kies           | kies              |
| snao        | warf           | steel van de zeis |
| gieteling   | merel          | merel             |